# Hans-Wilhelm Pietz
Hans-Wilhelm Pietz (* 1956) ist ein deutscher evangelischer Theologe.

## Leben
Hans-Wilhelm Pietz studierte am Sprachenkonvikt in Berlin und am Katechetischen Oberseminar in Naumburg (Saale) Evangelische Theologie. Nach dem Vikariat in Freyburg (Unstrut) wurde er an zuletzt genannter Bildungsstätte Assistent. Zwischen 1986 und 1992 wirkte Hans-Wilhelm Pietz als Pfarrer in Forst (Lausitz), von 1992 bis 1994 war er Dozent am Evangelischen Predigerseminar in Wittenberg. Zwischen 1994 und 2000 hatte er die Provinzialpfarrstelle für Bildungs- und Öffentlichkeitsarbeit in der Evangelischen Kirche der Schlesischen Oberlausitz inne, danach übernahm er die Provinzialpfarrstelle für Diakonie und Gemeindeaufbau. Im Dezember 2003 hatte Pietz sich bei der Bischofswahl in Berlin beworben und trat dabei gegen Wolfgang Huber an. Von 2004 bis Ende 2010 war er Regionalbischof des Sprengels Görlitz der Evangelischen Kirche Berlin-Brandenburg-schlesische Oberlausitz und bisher der einzige Amtsinhaber, der diesen Titel führte.